# NGC 4613
NGC 4613 (również PGC 42570) – galaktyka spiralna (S?), znajdująca się w gwiazdozbiorze Warkocza Bereniki. Odkrył ją Heinrich Louis d’Arrest 9 maja 1864 roku.